# 진환 (화가)
진환(陳瓛, 1913년~1951년)은 대한민국의 화가이다.

## 생애
일제강점기 조선 전라북도 고창에서 한학자의 아들로 태어났다. 도쿄로 떠나 니혼 미술학교에서 서양화를 전공한 뒤 도쿄 미술공예학원의 순수미술 연구과정을 밟으며, 신자연파협회전, 독립미술가협회전 등에 작품을 출품했다.
1941년에는 도쿄에서 만난 이중섭, 최재덕 이쾌대 등과 신미술가협회를 조직하고, 1944년까지 도쿄와 서울에서 조선신미술가협회전에 참여하는 등 여러 차례 회원전을 가졌다.
광복 이후에는 조선미술건설본부의 회원이 되었으며, 부친이 육영사업으로서 설립한 무장농업학원(무장초급중학교) 원장 및 홍익대학교 미술과 교수로 재직했다. 이후 6.25 전쟁 때 피난 도중 유탄에 맞아 생을 마감했다.

## 참고 자료
- 김종주, 「진환의 회화연구」, 조선대학교 대학원 석사학위논문, 2002.
- 김현숙, 「신미술가협회 작가 연구」, 『한국근대미술사학』 15, 2005, pp. 117-142.